# Гущин
Гу́щин — село в Україні, у Киїнській сільській громаді Чернігівського району Чернігівської області. Населення становить 111 осіб. До 2018 орган місцевого самоврядування — Киїнська сільська рада.

## Історія
Гущин відомий як хутір з 1634 року, згаданий серед володінь чернігівського старости Мартина Калиновського.

## Населення

### Мова
Розподіл населення за рідною мовою за даними :
| Мова       | Кількість | Відсоток |
| ---------- | --------- | -------- |
| українська | 105       | 94.6%    |
| російська  | 6         | 5.4%     |
| Усього     | 111       | 100%     |

## Галерея

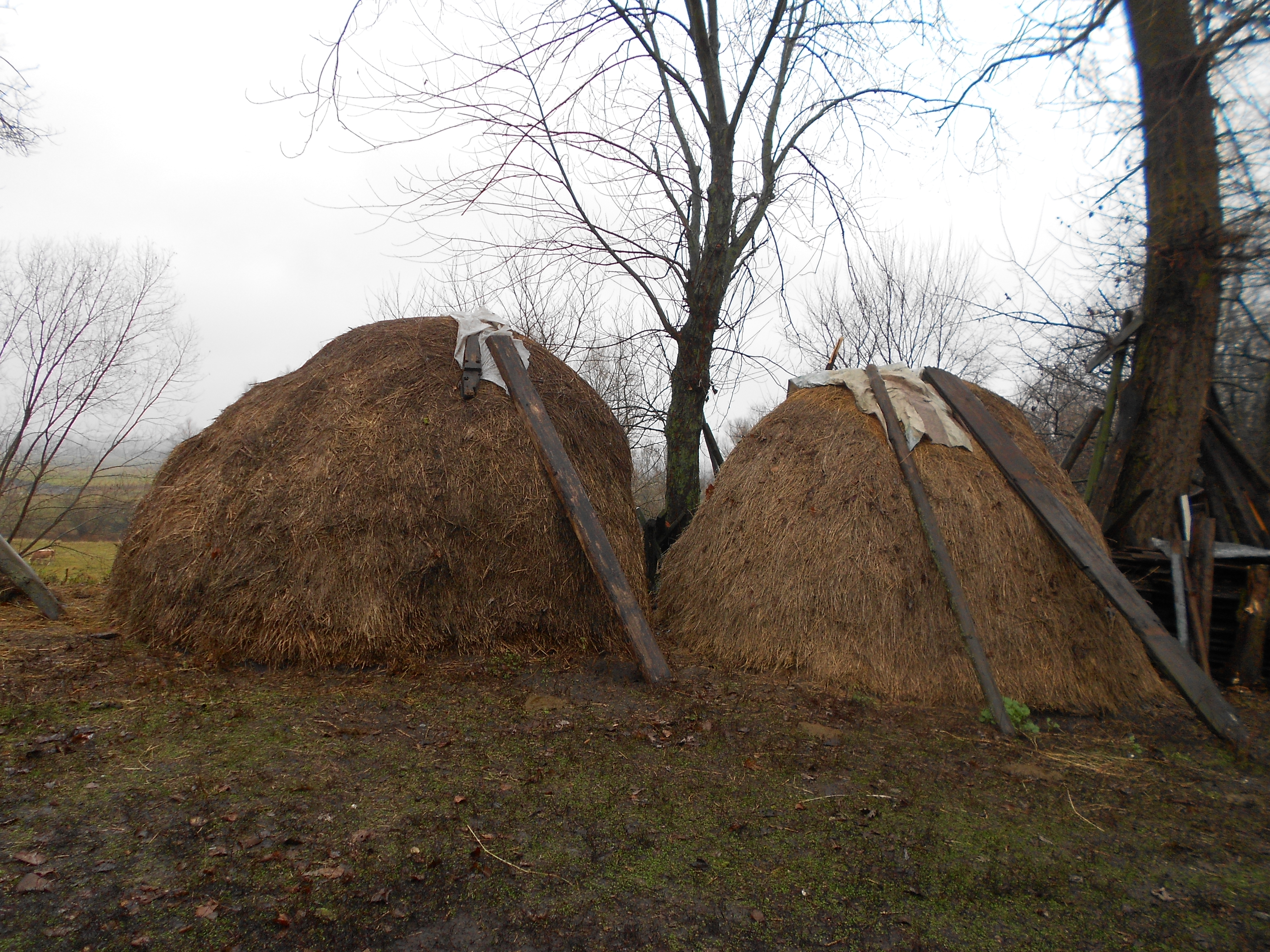
Копиці сіна.
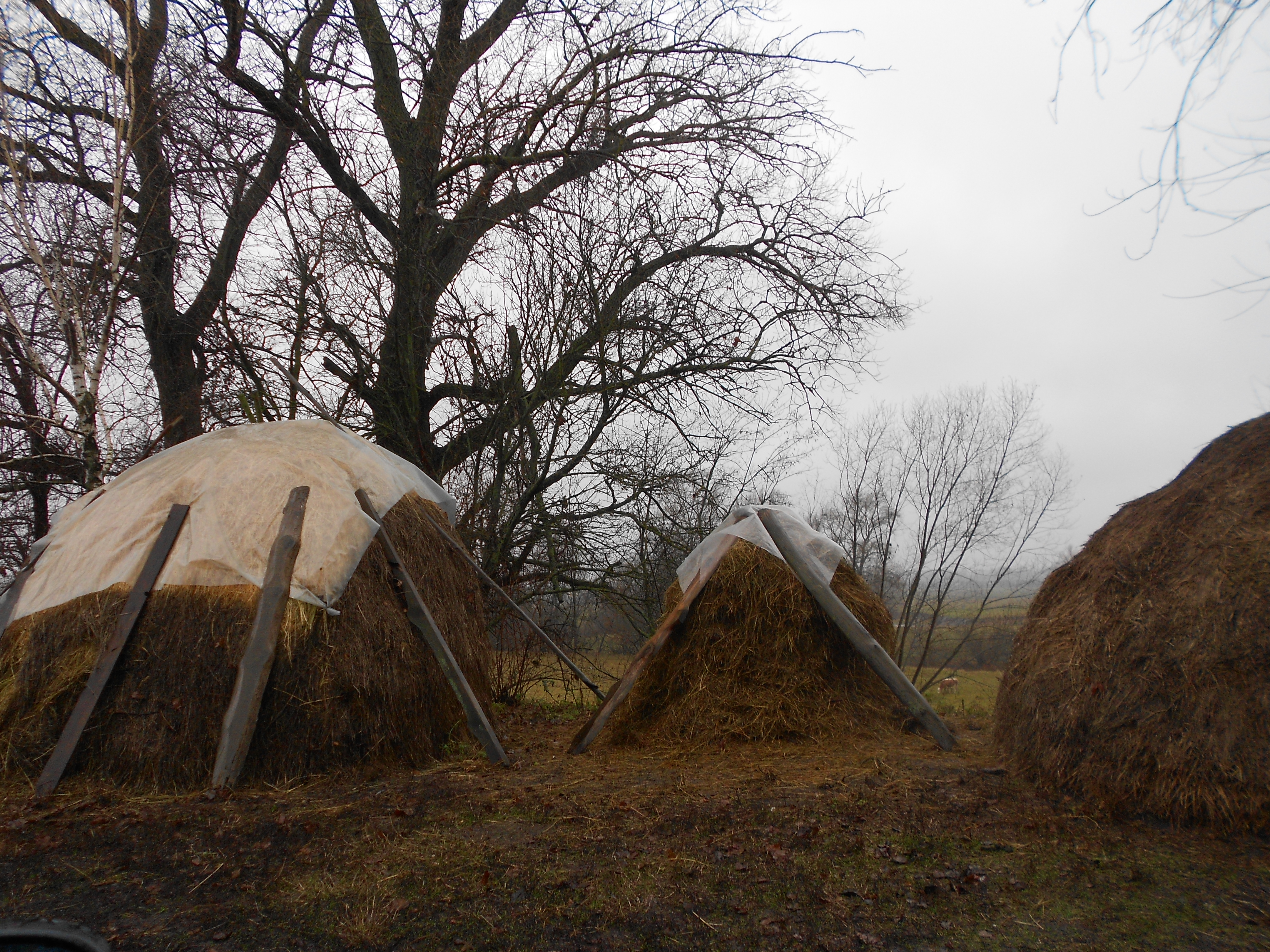
Копиці сіна.
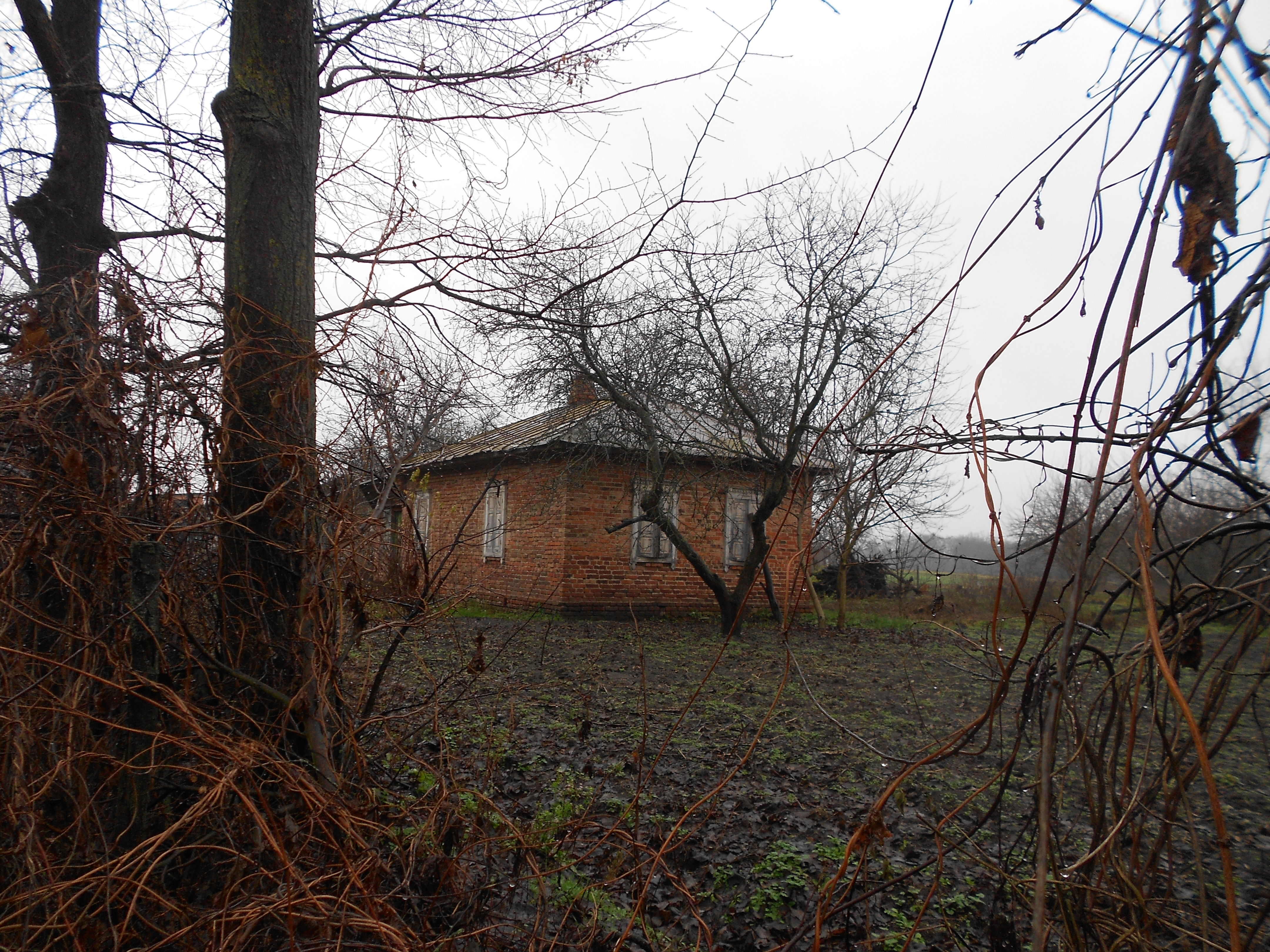
Центр села.
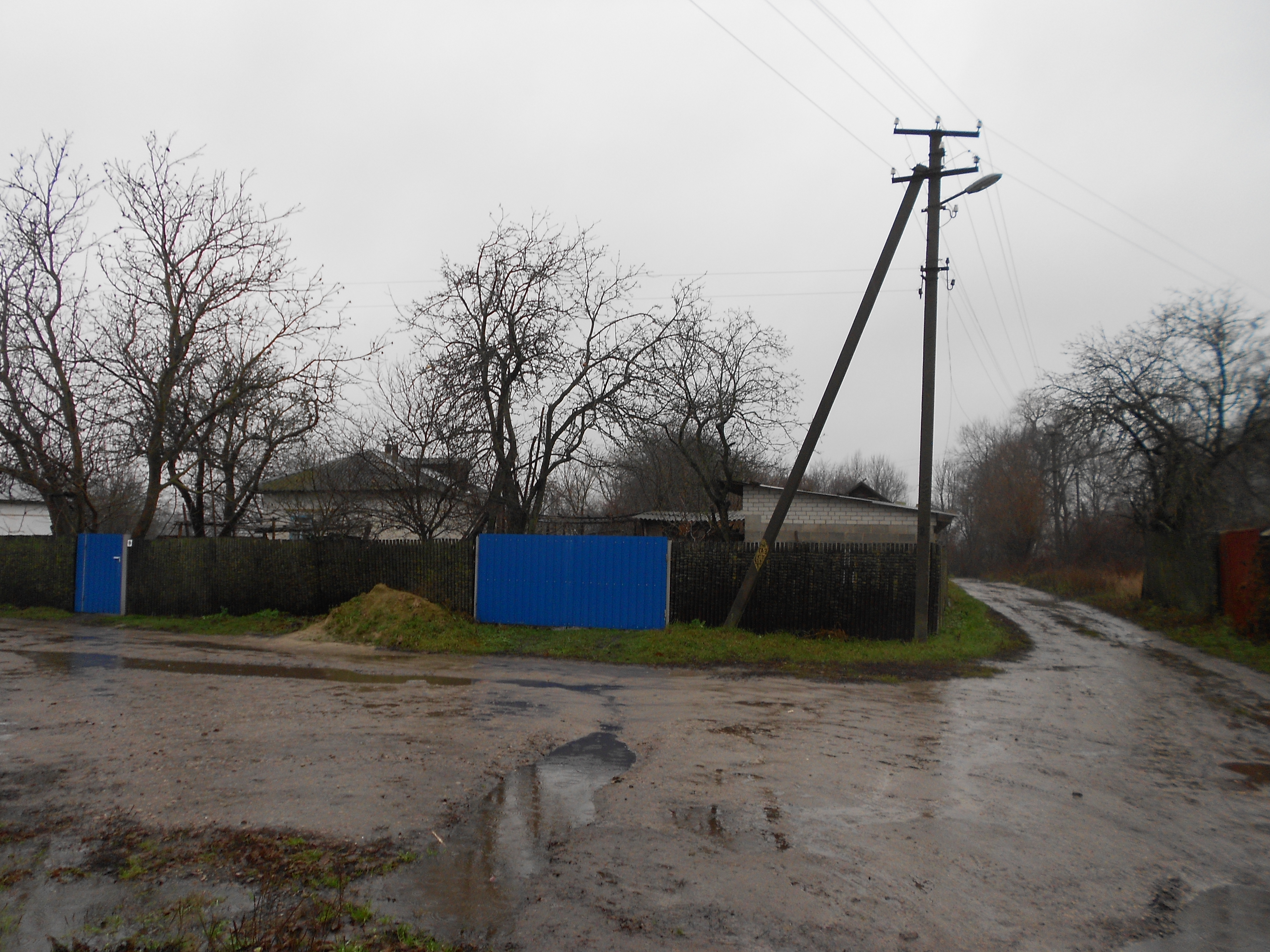
Центр села.
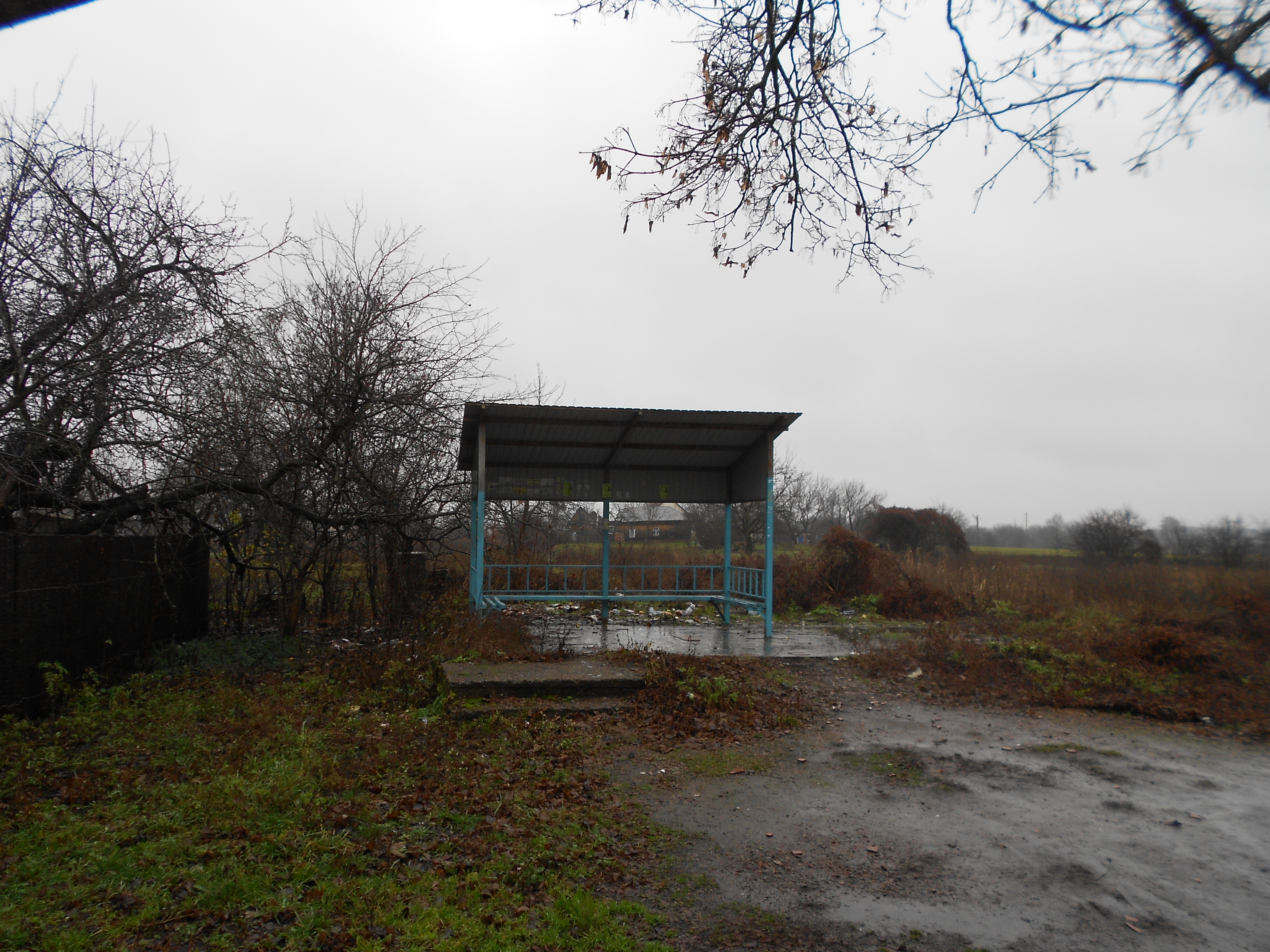
Зупинка автобуса
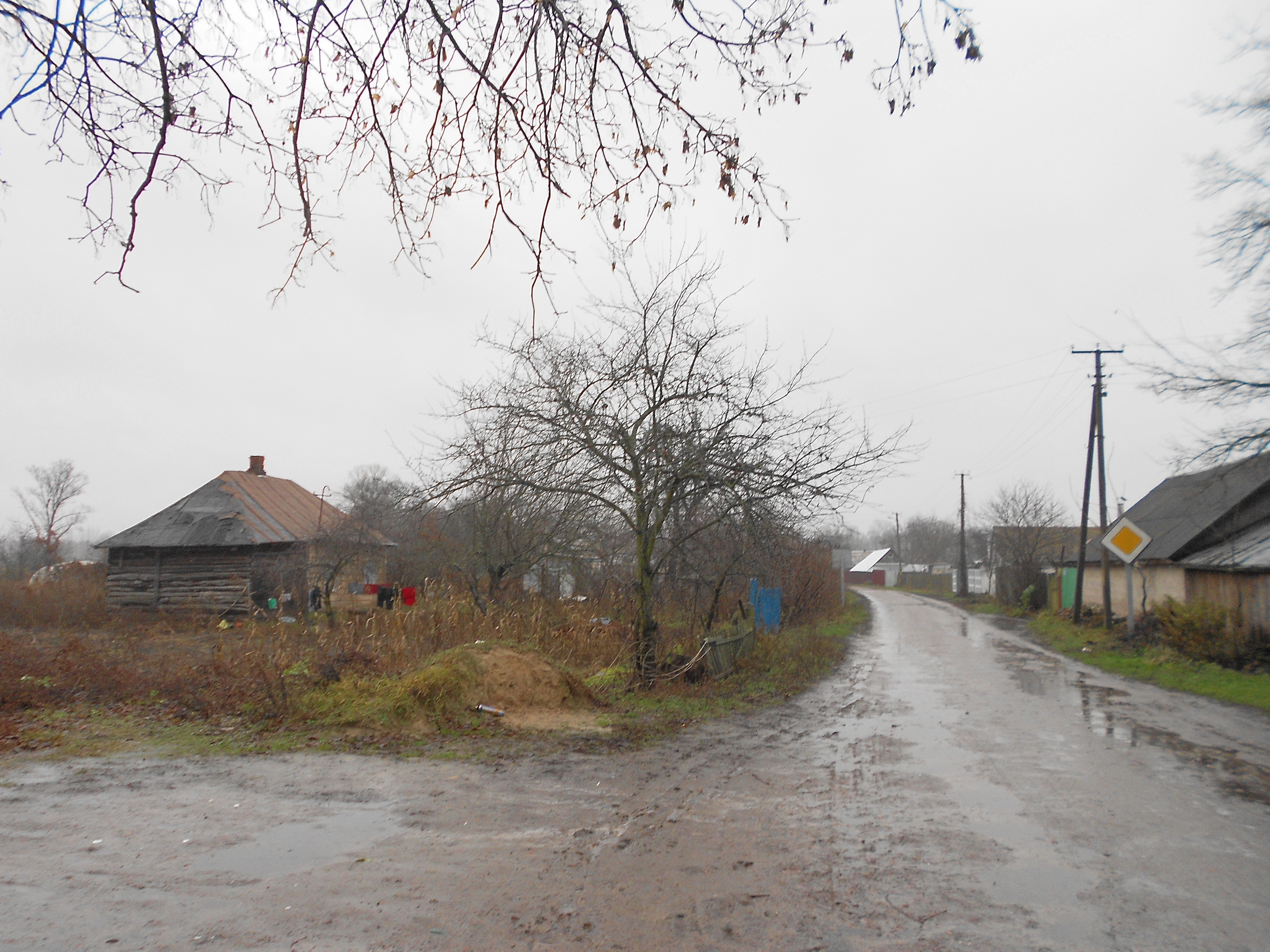
Центр села.
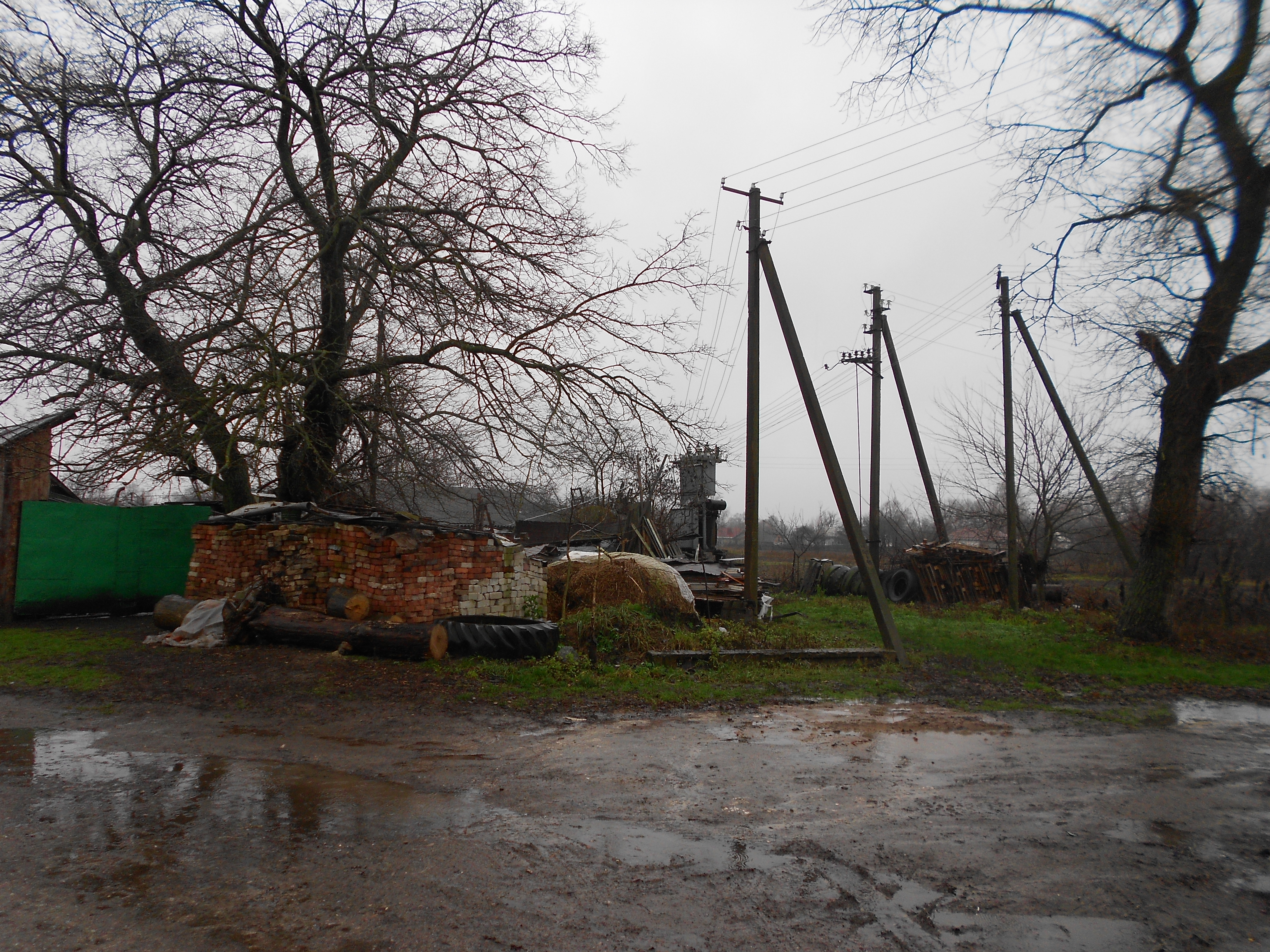
Центр села.
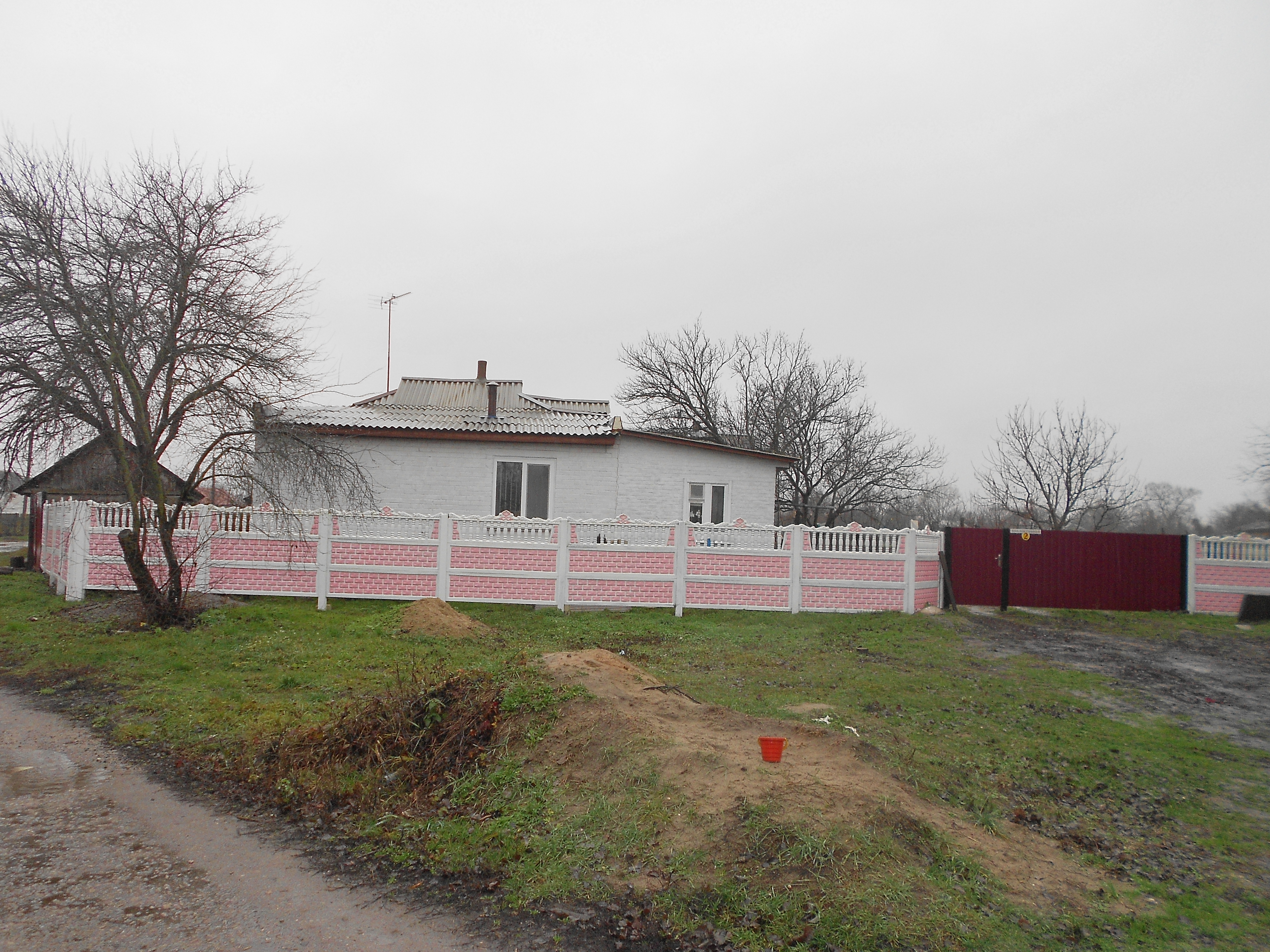
Початок села.
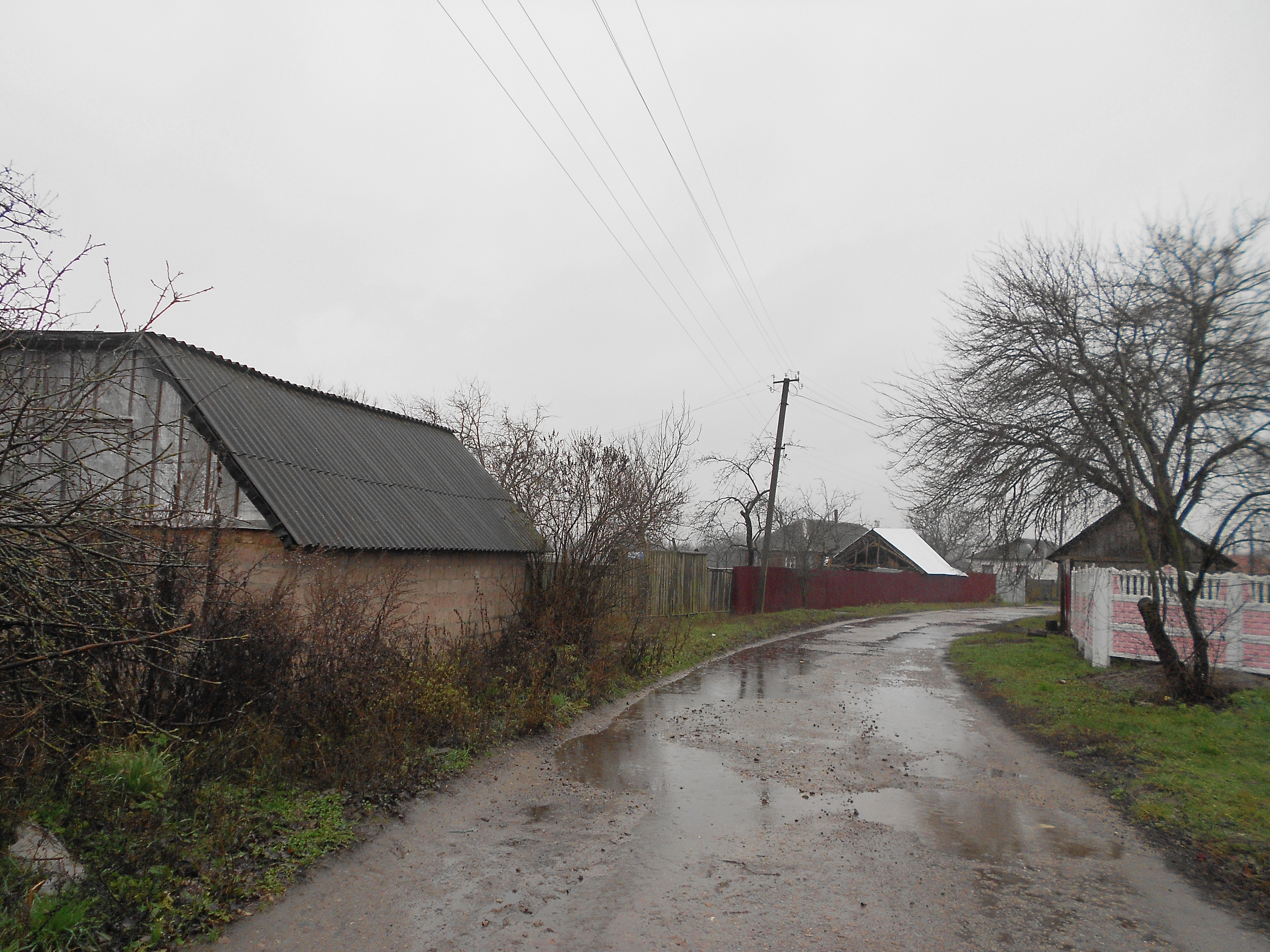
Початок села.
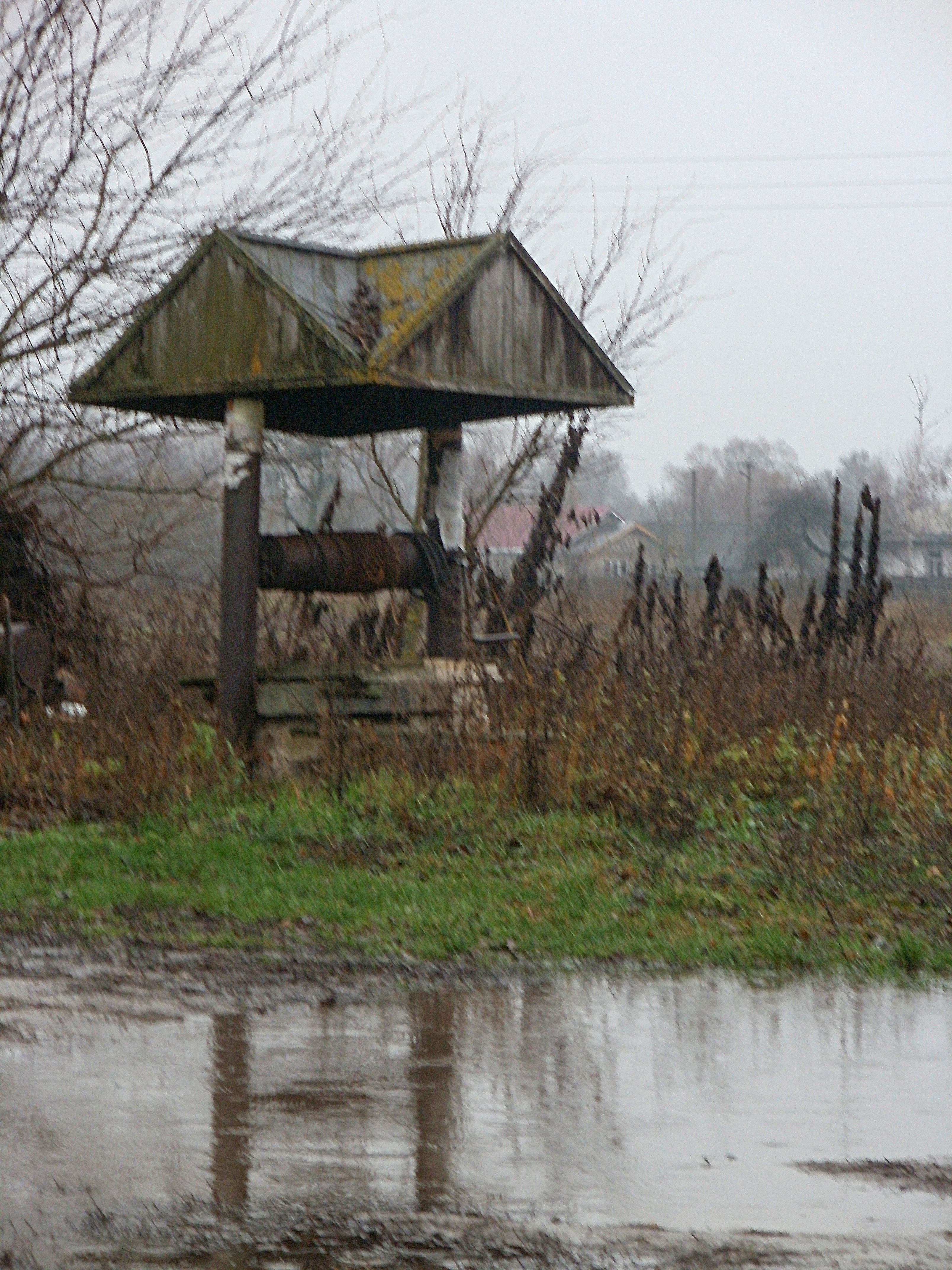
Криниця
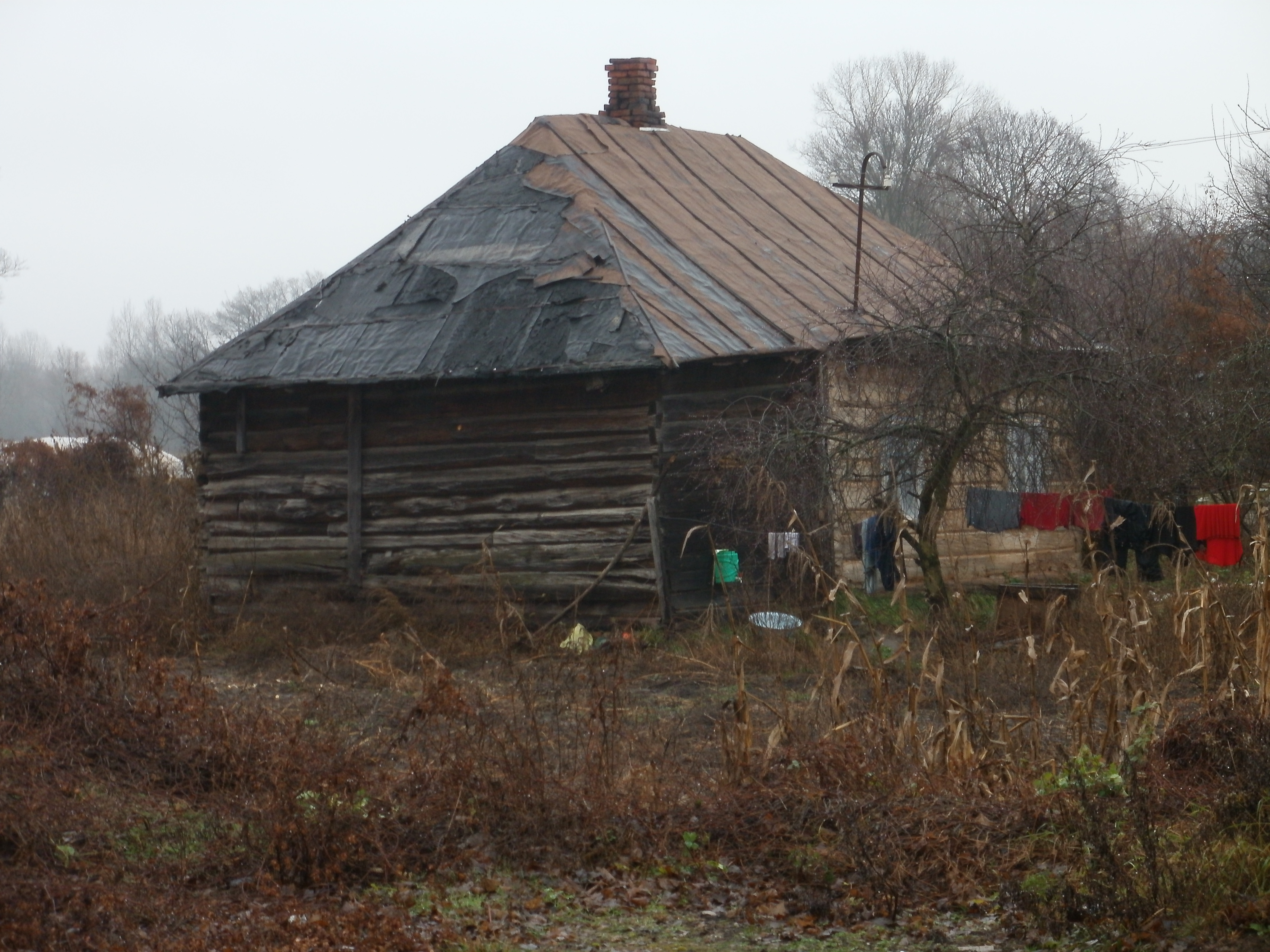
Одна із хат
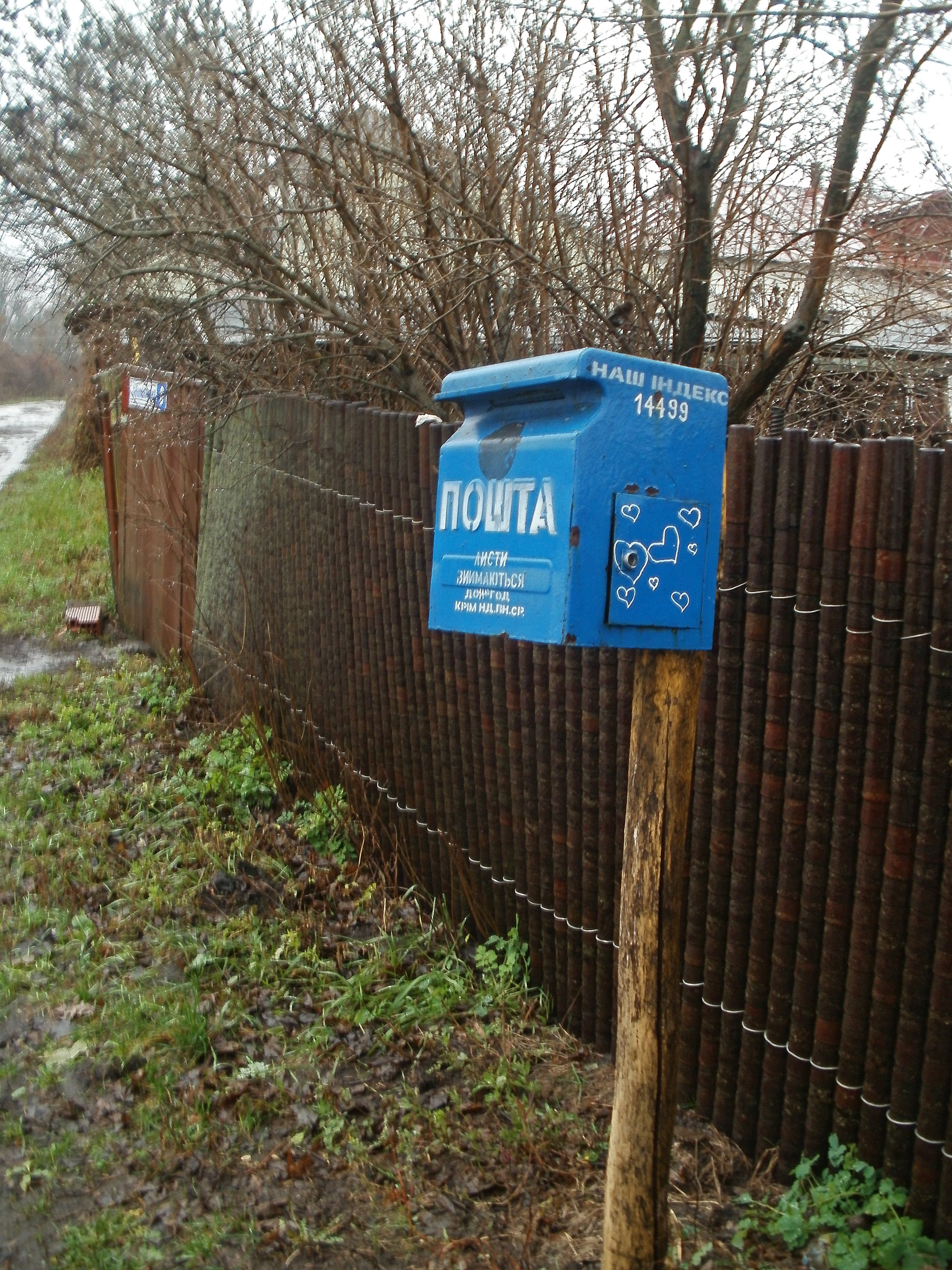
Поштова скринька